# Marge brute d'autofinancement
La marge brute d'autofinancement (MBA) est le résultat net de l'entreprise (donc après impôt), auquel on ajoute les amortissements, et tout ou partie des provisions (les provisions courts termes ne sont pas toujours ajoutées). 
La MBA est donc un résultat net débarrassé des provisions et des amortissements. Au-delà de l'aspect comptable, la MBA vise à ne conserver que la partie du compte de résultat avec des mouvements de trésorerie, soit les produits encaissables (comme les ventes) - les charges décaissables (achats). C'est pourquoi les dotations aux amortissements et aux provisions, qui sont des mouvements du compte de résultat sans mouvements d'argent, ne sont pas prises en compte.
La MBA est proche de la notion de capacité d'autofinancement de l'entreprise dégagée au cours de l'exercice (avant une éventuelle distribution de bénéfice). Contrairement à la capacité d'autofinancement, la MBA considère les dotations sur actifs circulants (net des reprises) comme une charge monétaire.
« Les notions de capacité d'autofinancement et de marge brute d'autofinancement sont proches l'une de l'autre, la différence étant que la marge brute d'autofinancement n'exclut pas l'impact des cessions [d'actifs] sur le résultat ».

## Remarque
Note de l'APFA : le plan comptable général de 1982 a remplacé la « marge brute d'autofinancement (MBA) » par la notion peu différente de « capacité d'autofinancement ». Cependant le terme ancien est encore souvent utilisé.
Avec les mouvements de cash spécifiques au bilan (et qui n'apparaissent pas dans le compte de résultat), à savoir les investissements ou désinvestissements, la MBA est une des 2 constituantes du cash flow de l'entreprise.